# Trattato di Margus
Il Trattato di Margus fu un trattato tra gli Unni e l'Impero romano, sottoscritto a Margus, nella Moesia Superior (l'odierna Požarevac, Serbia). Fu firmato dal console romano Flavio Plinta nel 435. Tra le altre clausole, il trattato raddoppiava i tributi annuali che i romani avevano accettato di pagare in un precedente trattato da 350 libbre d'oro a 700 libbre d'oro all'anno, e stabiliva inoltre che i romani non avrebbero stretto alcuna alleanza con i nemici degli Unni e che avrebbero restituito qualche centinaio di rifugiati nei loro confini.
Quando i romani violarono il trattato nel 440, Bleda e Attila attaccarono Castra Constantia (Szentendre, odierna Ungheria), una fortezza romana e un mercato sulle rive del Danubio.